# Rybníky (ort i Tjeckien, Mellersta Böhmen)
Rybníky är en ort i Tjeckien.   Den ligger i regionen Mellersta Böhmen, i den centrala delen av landet, 40 km söder om huvudstaden Prag. Rybníky ligger 372 meter över havet och antalet invånare är 276.
Terrängen runt Rybníky är platt västerut, men österut är den kuperad. Runt Rybníky är det ganska glesbefolkat, med 28 invånare per kvadratkilometer. Närmaste större samhälle är Příbram, 15,7 km väster om Rybníky. I omgivningarna runt Rybníky växer i huvudsak blandskog.